# Тышкевич, Антоний Казимир
Анто́ний Казими́р Тышке́вич (1723—1778) — военный и государственный деятель Великого княжества Литовского, генерал-лейтенант литовских войск (1776), староста стржалковский.

## Биография
Представитель логойской линии литовского магнатского рода Тышкевичей герба «Лелива», сын старосты стржалковского и хорунжего гусарской роты Михаила Яна Тышкевича (ум. после 1762) и Регины Ларской. Братья — каноник виленский Николай Тышкевич (ум. 1796), полковник литовских войск Юзеф Игнацы Тышкевич (1724—1815) и генерал-майор литовских войск Фелициан Тышкевич (1719—1792).
Унаследовал от своего отца титул графа на Логойске и Бердичеве.
Вначале служил в чине ротмистра панцирной хоругви, в 1776 году был произведен в генерал-лейтенанты. Командовал 1-й кавалерийской бригадой Великого княжества Литовского.
Антоний Тышкевич был дважды женат. В 1753 году женился на Терезе Тизенгауз (? — 1760), от брака с которой имел единственного сына:
- Граф Винцент Тышкевич (1757—1816), писарь великий литовский (1780), референдарий великий литовский (1781), староста стржалковский.

Вторично женился на Терезе Булгариной (ум. после 1779), от брака с которой детей не имел.